# Phaeophleospora eugeniae
Phaeophleospora eugeniae är en svampart som beskrevs av Rangel 1916. Phaeophleospora eugeniae ingår i släktet Phaeophleospora och familjen Mycosphaerellaceae.   Inga underarter finns listade i Catalogue of Life.